# エアゼータ
エアゼータ (AirZeta) は、韓国の貨物航空会社である。

## 概要
韓国で初の貨物専門航空会社である。

（但し、旅客便を運航している大韓航空も貨物便を運航している。）

## 歴史
- 2012年1月 : 会社設立。
  - 5月22日 : 韓国・国土海洋部（現・国土交通部）から「国際貨物航空運送事業免許」の申請を認可。
- 2013年2月11日 : 初号機を受領。
  - 02月26日 : 韓国・国土海洋部（現・国土交通部）から「国際貨物航空運送事業免許」の航空運送事業許可 (AOC) を取得。
  - 03月05日 : ソウル/仁川 - ユジノサハリンスク線（チャーター便） 就航。
  - 03月23日 : ソウル/仁川 - 東京/羽田線（チャーター便） 就航。
  - 03月 : ソウル/仁川 - ウランバートル線 就航予定。
  - 07月以降 : ソウル/仁川 - 青島線、複数の日本・中国・極東ロシア路線を順次拡大予定。
  - 11月 : 2号機を受領。
- 2014年4月21日 : ソウル/仁川 - 東京/成田線 就航[1]。
  - 4月30日 : ソウル/仁川 - ユジノサハリンスク線 就航[2]。
  - 5月08日 : ソウル/仁川 - 煙台線 就航。
- 2024年 : 大韓航空によるアシアナ航空合併に関するEUの統合審査条件として、アシアナ航空貨物事業の売却先としてエア・インチョンが優先交渉権者に決定[3]後、売却基本合意書を締結し[4]、EUの統合審査が最終承認された[5]。
- 2025年8月1日、アシアナ航空の貨物部門を買収し、会社名およびブランド名をエア・インチョンから、エアゼータに変更[6]。

## 運用機材

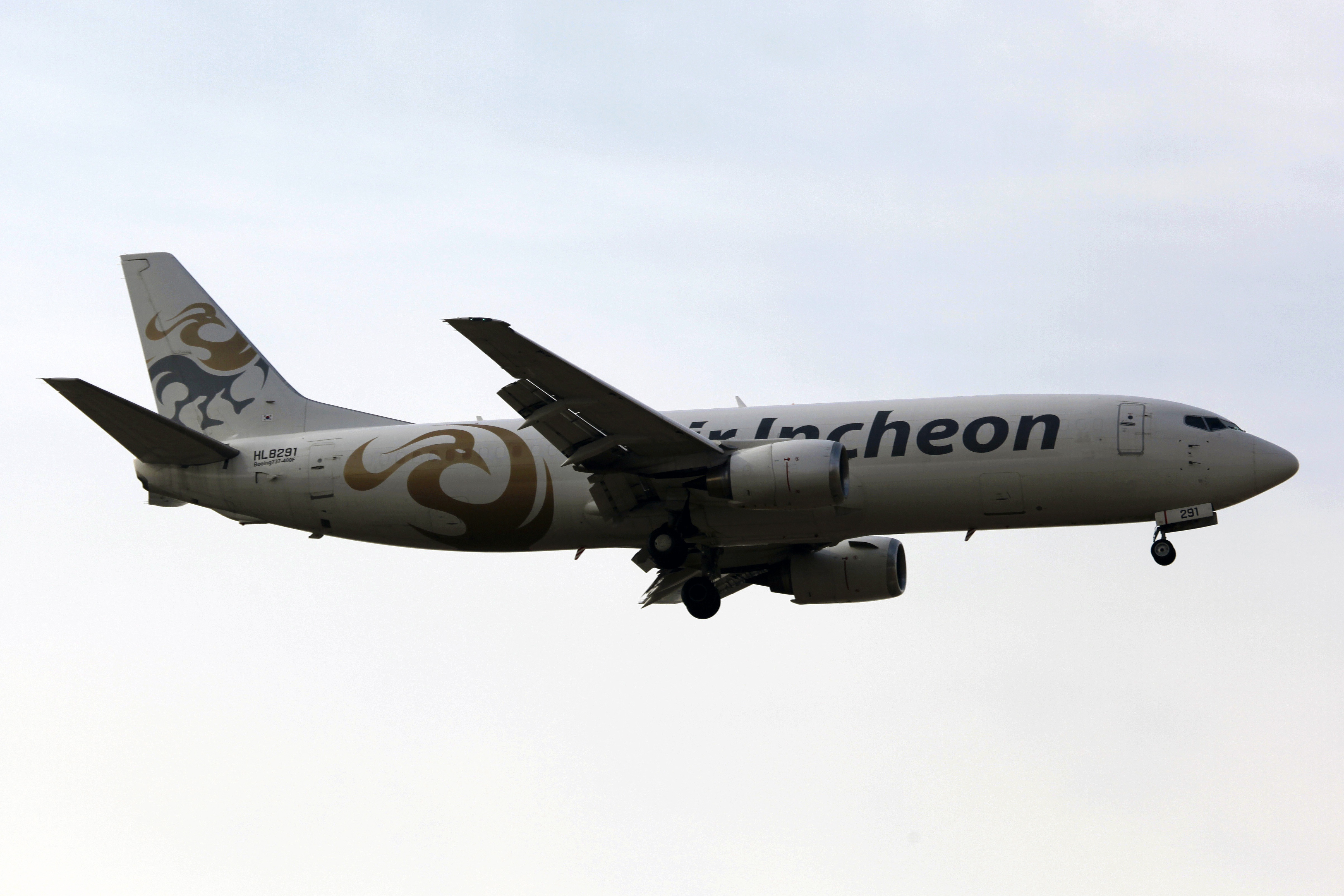
仁川国際空港に着陸するエアゼータのB737-400SF

- ボーイング737-800SF型機 : 4機
- ボーイング747-400貨物型機  : 10機（アシアナ航空移管機）
- ボーイング767-300F型機 : 1機 （アシアナ航空移管機）

貨物機という特性上、平均機齢は約24年と韓国の航空会社ではもっとも長い。
前述、大韓航空によるアシアナ航空統合による業界再編により、アシアナ航空貨物部門買収によりアシアナ航空運用貨物機747-400貨物型機10機と767-300F型機1機を運用要員込みで取得したが、いずれも20年以上運用されている経年機のため、将来的に777-300ERSF型機導入検討していたが型式認証取得遅延もあり、777F型機やA350F型機も導入検討対象機種に入っているとした。

## 就航都市
- 定期便として下記就航都市へ運航しているほか、チャーター便として日本では新千歳、羽田、関西への飛来実績もある[11]。

前述、大韓航空・アシアナ航空の統合による業界再編に伴い、アシアナ航空から貨物機が移管され、同機材にて2025年中に北米路線就航を計画しており、米運輸省に米国4路線運航認可申請を提出している。
| エア・インチョン 定期便就航都市 （2024年 現在） | エア・インチョン 定期便就航都市 （2024年 現在） | エア・インチョン 定期便就航都市 （2024年 現在） | エア・インチョン 定期便就航都市 （2024年 現在） | エア・インチョン 定期便就航都市 （2024年 現在） |
| ----------------------------------------------- | ----------------------------------------------- | ----------------------------------------------- | ----------------------------------------------- | ----------------------------------------------- |
| 国                                              | 都市                                            | 空港                                            | 備考                                            |                                                 |
| 東アジア                                        |                                                 |                                                 |                                                 |                                                 |
| 韓国                                            | ソウル                                          | 仁川国際空港                                    |                                                 |                                                 |
| モンゴル                                        | ウランバートル                                  | チンギスハーン国際空港                          |                                                 |                                                 |
| 日本                                            | 東京                                            | 成田空港                                        |                                                 |                                                 |
| 中国                                            | 青島                                            | 青島流亭国際空港                                |                                                 |                                                 |
| 中国                                            | 煙台                                            | 煙台国際空港                                    |                                                 |                                                 |
| 中国                                            | 成都                                            | 成都双流国際空港                                |                                                 |                                                 |
| 中国                                            | 重慶                                            | 重慶江北国際空港                                |                                                 |                                                 |
| 中国                                            | 深圳                                            | 深圳宝安国際空港                                |                                                 |                                                 |
| 中国                                            | 海口                                            | 海口美蘭国際空港                                | シンガポール便経由地                            |                                                 |
| ベトナム                                        | ハノイ                                          | ノイバイ国際空港                                |                                                 |                                                 |
| シンガポール                                    | シンガポール                                    | シンガポール・チャンギ国際空港                  | 中国/海口経由                                   |                                                 |
| 休・廃止路線                                    |                                                 |                                                 |                                                 |                                                 |
| ヨーロッパ                                      |                                                 |                                                 |                                                 |                                                 |
| ロシア                                          | ユジノサハリンスク                              | ユジノサハリンスク空港                          | ロシア侵攻による制裁のため無期運休              |                                                 |